# 希米亚尔孔
希米亚尔孔，是西班牙卡斯蒂利亚-莱昂阿维拉省的一个市镇。 总面积19km2, 总人口102人（2001年），人口密度5人/km2。